# Querença
Querença é uma localidade portuguesa do Município de Loulé que foi sede da extinta Freguesia de Querença, freguesia que tinha 33,66 km² de área e 759 habitantes (2011), e, por isso, uma densidade populacional de 22,5 hab/km².
Em 2013, no âmbito de uma reforma administrativa nacional, a Freguesia de Querença foi extinta para, em conjunto com as Freguesias de Tôr e Benafim, formar uma nova freguesia denominada União de Freguesias de Querença, Tôr e Benafim, da qual é a sede. Em 1997, a área da Freguesia de Querença fora reduzida em virtude da criação institucional da Freguesia de Tôr.
Toda a área da anterior Freguesia de Querença está inserida na Rede Natura 2000.
Querença situa-se num monte que dá o nome à povoação, que já pode caracterizar-se pela transição entre o Barrocal e a Serra. As casas descem pela encosta em todas as direcções, situando-se no alto a Igreja Nossa Senhora da Assunção, também conhecida pela Igreja Matriz. A Aldeia é conhecida pela sua destilação do medronho e o chouriço, para além de outras tipicidades. A Festa das Chouriças constitui um dos pontos mais altos das festividades que se realizam anualmente, no mês de Janeiro (3º. Domingo).
Em Querença, encontramos:
- Uma gastronomia típica, preservada pelos restaurantes locais. São pratos típicos de Querença, entre outros, a Galinha Cerejada, o Galo de Cabidela e o Xerém (as papas do milho, tradicional do Algarve).
- Artesãos, trabalhando, principalmente, em palma (empreita), cana (cestaria) e bonecos de tecidos (D. Filipa Faísca);
- Licores artesanais, sendo produzidos em mais de 16 variedades.
- Mel, com origem na maior variedade de flores da bacia mediterrânica.

Outras atrações turísticas são:
- Os vales das Mercês e da Benémola, este inserido numa área, em via de classificação de Monumento Natural, anteriormente "área protegida da Fonte da Benémola".
- Riquíssima flora mediterrânica.
- Fontes tradicionais.
- Passeios temáticos (pedonais).

## População
| População da freguesia de Querença | População da freguesia de Querença | População da freguesia de Querença | População da freguesia de Querença | População da freguesia de Querença | População da freguesia de Querença | População da freguesia de Querença | População da freguesia de Querença | População da freguesia de Querença | População da freguesia de Querença | População da freguesia de Querença | População da freguesia de Querença | População da freguesia de Querença | População da freguesia de Querença | População da freguesia de Querença |
| ---------------------------------- | ---------------------------------- | ---------------------------------- | ---------------------------------- | ---------------------------------- | ---------------------------------- | ---------------------------------- | ---------------------------------- | ---------------------------------- | ---------------------------------- | ---------------------------------- | ---------------------------------- | ---------------------------------- | ---------------------------------- | ---------------------------------- |
| 1864                               | 1878                               | 1890                               | 1900                               | 1911                               | 1920                               | 1930                               | 1940                               | 1950                               | 1960                               | 1970                               | 1981                               | 1991                               | 2001                               | 2011                               |
| 1 338                              | 1 584                              | 1 837                              | 2 267                              | 2 563                              | 2 712                              | 2 625                              | 3 229                              | 2 868                              | 2 641                              | 1 836                              | 1 794                              | 1 744                              | 788                                | 759                                |

Com lugares desta freguesia foi criada pela Lei nº 54/88, de 23 de Maio, a freguesia de Tôr

## Património
- Igreja Matriz de Querença
- Capela Nossa Senhora do Pé da Cruz
- Cruzeiro
- Fontes, nomeadamente a da Benémola
- Pólo Museológico da Água

## Personalidades ilustres
- Luís Manuel Guerreiro (1960 - 2017), historiador e jornalista